# 母里小兵衛
母里 小兵衛 （もり/ぼり こへえ、生年不詳-1569年）は、戦国時代の武将。黒田家の家臣である。

## 経歴
母里氏は近江源氏佐々木氏の一族と伝え、尼子氏の庶流という。子に母里雅楽（古庵）・母里武兵衛がいる。『黒田家譜』によれば、永禄12年（1569年）の土器山の戦いで小兵衛・武兵衛ら母里一族24人は戦死したという。
貝原益軒『黒田家臣伝』によれば、ある時の合戦を前に自らの戦死を予期した小兵衛は、同陣していた黒田職隆に対して、貴殿には内室がいないから、自分が死んだら妻を必ず娶り、幼少の男子を養育して欲しいと依頼した。果たして小兵衛は討死し、黒田職隆は遺言通りに寡婦を妻に迎え、黒田図書直之と一柳直末室を儲けた。『黒田家臣伝』での叙述では、幼少であった武兵衛が成長してのち土器坂の戦いで奮戦し討死となっており、小兵衛の戦死はそれより以前のこととされている。